# Ellochotis verecunda
Ellochotis verecunda är en fjärilsart som beskrevs av Edward Meyrick 1912. Ellochotis verecunda ingår i släktet Ellochotis och familjen äkta malar. Inga underarter finns listade i Catalogue of Life.